# Preitenegg
Preitenegg je obec v okrese Wolfsberg (spolková země Korutany) v Rakousku. V lednu 2019 zde žilo 932 obyvatel.

## Poloha, popis
Obec se nachází v horní části Lavantského údolí (Oberes Lavanttal) na svazích hor Packalpe a Koralpe, převážně v hornatém terénu. Její hranici se Štýrskem tvoří průsmyk Packsattel u dálnice A2 v nadmořské výšce 1169 m, oblast pastvin a lesů nazývaná Hebalm, směřující k jihu, a rašeliniště zvané See Eben, které vzniklo z bývalého jezera.
Obec se rozkládá na 68,36 km² v průměrné nadmořské výšce zhruba 1080 m. Území obce protíná od východu k západu dálnice A2 (Süd Autobahn) a zemská silnice B70 (Packer Straße) .
Vesnice Preitenegg je tvořena šesti lokalitami:
| P.č. | Jmého sídla     | Obyvatel |
| ---- | --------------- | -------- |
| 1    | Kleinpreitenegg | 61       |
| 2    | Oberauerling    | 56       |
| 3    | Oberpreitenegg  | 140      |
| 4    | Preitenegg      | 267      |
| 5    | Unterauerling   | 109      |
| 6    | Unterpreitenegg | 299      |

V tabulce uvedený počet obyvatel pochází z roku 2019.

## Pozoruhodnosti
- Katolický farní kostel sv. Mikuláše a hřbitov v Preiteneggu
- Katolický filiální kostel sv. Jana Nepomuckého

## Osobnosti obce
- Anton Kreuzer (* 14. června 1932 v Unterpreitenegg) – rakouský publicista
- Maximilian Schell (1930–2014) – herec, nositel Oscara, režisér a producent